# 7027 Toshihanda
7027 Toshihanda eller 1993 XT är en asteroid i huvudbältet som upptäcktes den 11 december 1993 av den japanska astronomen Takao Kobayashi vid Ōizumi-observatoriet. Den är uppkallad efter Toshihiro Handa.
Asteroiden har en diameter på ungefär 13 kilometer och den tillhör asteroidgruppen Hilda.